# Markuszowa
Markuszowa – wieś w Polsce położona w województwie podkarpackim, w powiecie strzyżowskim, w gminie Wiśniowa. Leży nad Wisłokiem.
| SIMC    | Nazwa     | Rodzaj    |
| ------- | --------- | --------- |
| 0667135 | Dół       | część wsi |
| 0667141 | Góra      | część wsi |
| 0667158 | Kolonia   | część wsi |
| 0667164 | Przylaski | część wsi |
| 0667170 | Rędzina   | część wsi |
| 0667193 | Zagórze   | część wsi |
| 0667187 | Za Wodą   | część wsi |

W latach 1975–1998 miejscowość administracyjnie należała do województwa rzeszowskiego.
Obszernie wieś tę opisał w swojej książce Markuszowa. Nasza wspólna wieś Kazimierz Przystaś, wydanej przez Wydawnictwo Apostolstwa Modlitwy, Kraków 1992.
W czasie okupacji niemieckiej mieszkająca we wsi rodzina Niedzielów udzieliła pomocy rodzinom żydowskim Schmidtów i Weitzów. W 1993 roku Instytut Jad Waszem podjął decyzję o przyznaniu Teofili, Eugeniuszowi i Walerii Niedziela tytułu Sprawiedliwych wśród Narodów Świata.